# Cantó de Château-Renault
El cantó de Château-Renault és un cantó francès del departament de l'Indre i Loira, situat al districte de Tours. Té 16 municipis i el cap és Château-Renault.

## Municipis
- Autrèche
- Auzouer-en-Touraine
- Château-Renault
- Crotelles
- Dame-Marie-les-Bois
- La Ferrière
- Le Boulay
- Les Hermites
- Monthodon
- Morand
- Neuville-sur-Brenne
- Nouzilly
- Saint-Laurent-en-Gâtines
- Saint-Nicolas-des-Motets
- Saunay
- Villedômer

## Història
| Data d'elecció                           | Identitat           | Partit                      | Qualitat |
| ---------------------------------------- | ------------------- | --------------------------- | -------- |
| 1945-1970                                | Joseph Renard       | radical                     |          |
| 1970-2001                                | Jean Delaneau       | RI, després UDF, després DL |          |
| 2001-2008                                | Raymond Lancelin    | Divers droite               |          |
| 2008-                                    | Jean-Pierre Gaschet | Divers droite               |          |
| les dades anteriors no són pas conegudes |                     |                             |          |
|                                          |                     |                             |          |